# ذات السنين (موسيقى)

ذات السنين أو ثنائية الأسنان هي رمز موسيقي يكتب على المدرج الموسيقي للدلالة على نغمة، و تساوي في المدة نصف ذات السن.